# Übers Ende der Welt
Übers Ende der Welt è un singolo del gruppo musicale tedesco Tokio Hotel, pubblicato il 26 gennaio 2007 come primo estratto dal secondo album in studio Zimmer 483.

## Descrizione
La canzone riscosse un buon successo nei paesi dove è stata pubblicata, come in Germania dove ha raggiunto la vetta della classifica dei singoli. Il singolo non è stato pubblicato nel resto d'Europa.
Il brano, come la maggior parte degli altri brani contenuti nell'album, è stato scritto da Dave Roth, Patrick Benzner, David Jost e Peter Hoffman, produttori della band, con la collaborazione di Bill Kaulitz per il testo e di Tom Kaulitz per le musiche.
Il brano è uscito anche nella versione in lingua inglese con il titolo Ready, Set, Go!, pubblicato come secondo singolo estratto dal disco d'esordio internazionale Scream.

## Tracce
CD
1. Übers Ende der Welt (single version) – 3:35
2. Übers Ende der Welt (akustik version) – 3:27

CD maxi
1. Übers Ende der Welt (single version) – 3:35
2. Übers Ende der Welt (akustik version) – 3:27
3. Hilf mir fliegen – 3:44
4. Tokio Hotel in Moskau (video)
5. Tokio Hotel Gallery

## Classifiche
| Classifica        | Posizione massima |
| ----------------- | ----------------- |
| Austria           | 1                 |
| Belgio (Vallonia) | 30                |
| Danimarca         | 3                 |
| Francia           | 5                 |
| Germania          | 1                 |
| Svizzera          | 2                 |